# ZERO (インターネットサービスプロバイダ)

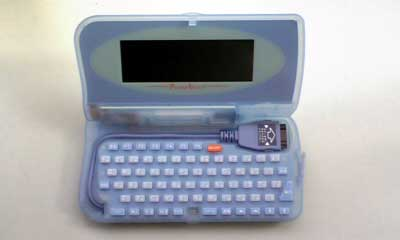
ポケットボード NTTドコモと提携してスタートした10円メール用端末

ZERO（ゼロ）は、GMOインターネット株式会社が運営するインターネットサービスプロバイダ（ISP）。
接続サービスはフリービットのxSP提供である。

## ゼロ株式会社
2004年10月までの運営会社は、ゼロ株式会社（旧・マスターネット株式会社）であった。同社は、かつてマスターネットの名称でパソコン通信サービスを提供していた。

## 歴史

### マスターネット→ゼロ運営

#### パソコン通信時代
- 1987年（昭和62年）4月 - 明治乳業が100%子会社のパソコン通信サービス事業者としてマスターネット株式会社を設立。通信プロトコルは無手順ではなく、郵政省が推進するJUST-PC（パーソナル・コンピュータ通信装置推奨通信方式）を採用した。
- 1989年（平成元年）4月 - 無手順方式による接続サービスを開始。
- 1990年（平成2年）9月 - 株式会社システム工学社（西久保愼一社長）は、株式会社シーネット（社長同じ）を設立し、マスターネットの情報提供事業者として「C-Net」サービスを開始。株式情報表示ソフト「Master Chart」及びデータを販売
- 1993年（平成5年）12月 - シーネットがマスターネットを明治乳業より1000万円で買収。
- 1995年（平成7年）- 通信カラオケサービス「通信カラオケSiNGる」を開始。1曲120円、クライアントソフトは無料。

#### インターネット時代
- 1996年（平成8年）12月 - ASAHIネットと提携し、インターネットサービスプロバイダ事業を開始。ドメイン名は masternet.or.jp。
- 1997年（平成9年）12月 - NTTドコモと提携し、ドコモ携帯電話とポケットボードを用い、インターネットメールを1通10円（2KBまで）で送受信できるサービス「10円メール」を開始。メールアドレスは @mnx.ne.jp , @*.mnx.ne.jp
- 2000年（平成12年）
  - 6月 - ナスダック・ジャパンに上場。
  - 7月 -
    - マスターネット株式会社が、ゼロ株式会社に商号（社名）変更。
    - 基本接続料無料のインターネット接続サービス「Internet Free Access ゼロ」提供開始。ドメイン名は zero.ad.jp。150時間プランでは、年会費500円で基本接続料金が月100時間まで無料。
- 2001年3月 - 150時間プランの廃止を発表。

### GMOインターネット運営
- 2004年（平成16年）11月1日 -
  - ゼロ株式会社が、ISP事業について会社分割（吸収分割）を行い、同事業をGMOインターネット株式会社が承継する。
  - 同時にゼロはスカイマークエアラインズ（現・スカイマーク）に吸収合併（合併比率はスカイマークエアラインズが1、ゼロが1.5）され、解散した。西久保はスカイマーク顧問へ就任（翌年社長に就任）。
- 2007年（平成19年）5月 ‐ 「通信カラオケSiNGる」サービスを終了。
- 2008年（平成20年）2月 - 10円メールサービスをはじめとする「マスターネット」のすべてのサービスを終了。
- 2016年（平成28年）5月20日 - ZEROブランドの全サービスの新規受付を終了。

## 参考資料
- マスターネット、無料インターネット接続会社「ゼロ」に変貌 INTERNET Watch・2000年4月5日
- “スカイマーク救済の舞台裏/35億円を個人出資した西久保愼一氏の真意”.   nikkei BPnet (2003年9月24日). 2008年5月1日時点のオリジナルよりアーカイブ。2022年9月27日閲覧。